# ピアノ協奏曲第1番 (チャイコフスキー)
ピアノ協奏曲第1番 変ロ短調 作品23 は、ピョートル・チャイコフスキーが、友人のモスクワ音楽院院長のニコライ・ルビンシテインに刺激を受け、初めて作曲したピアノ協奏曲である。

## 作曲の経緯と初演と改訂
1874年11月から1875年2月にかけて作曲された。
チャイコフスキーは当初ニコライ・ルビンシテインを初演者と目し、彼に献呈しようと考え、1874年のクリスマスにこの作品の草稿の段階でルビンシテインともう2人の楽友に聞かせたところ、ルビンシテインから思いがけず「この作品は陳腐で不細工であり、役に立たない代物であり、貧弱な作品で演奏不可能であるので、私の意見に従って根本的に書き直すのが望ましい」と激しく非難された。チャイコフスキーは友人であるルビンシテインの言葉に従わず、この非難の後、セルゲイ・タネーエフへの献呈を目して作曲を進め、オーケストレーションが完成した後で、ドイツ人ピアニスト・指揮者のハンス・フォン・ビューローへ献呈した。ビューローはこの作品を「独創的で高貴」と評した。
1875年10月25日、ハンス・フォン・ビューローのピアノとベンジャミン・ジョンソン・ラングの指揮によりアメリカのボストンにて初演され、大成功を収めた。この様子はビューローからチャイコフスキーの元に電報で知らされた。後に、ビューローは自分のレパートリーからこの協奏曲をはずした。
ロシア初演は、世界初演の1週間後、サンクトペテルブルクにおいて、ロシア人ピアニストのグスタフ・コスとチェコ人指揮者のエドゥアルド・ナプラヴニークによって行われた。
モスクワ初演はニコライ・ルビンシテインの指揮、セルゲイ・タネーエフのピアノによって行われた。ルビンシテイン自身、その後何度も独奏ピアノを受け持って、この協奏曲を世に知らしめる役割を果たした。
1879年夏および1888年12月の2度にわたって改訂されている。第1楽章冒頭のピアノによる分厚い和音はこのとき加えられたものである（初版ではアルペッジョである）。

## 楽器編成
フルート2、オーボエ2、B♭管クラリネット2、ファゴット2、F管ホルン4、F管トランペット2、トロンボーン3（テナー2、バス1）、ティンパニ、独奏ピアノ、弦五部

## 曲の構成
全3楽章、演奏時間は約35分。

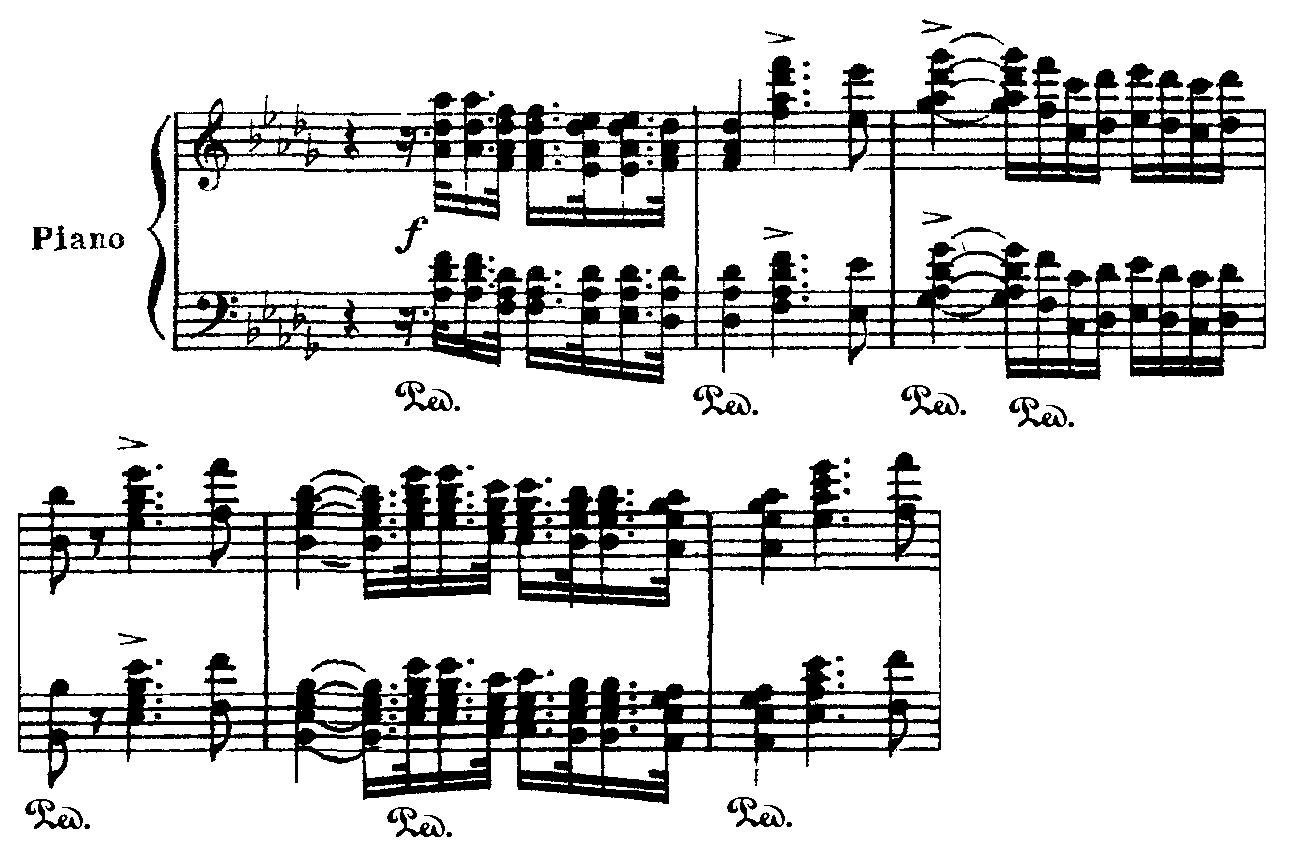
第1楽章 序奏部のピアノパート

- 第1楽章 アレグロ・ノン・トロッポ・エ・モルト・マエストーソ - アレグロ・コン・スピーリト
4分の3拍子 - 4分の4拍子、変ロ短調 - 変ロ長調、ソナタ形式。
雄大な序奏と変則的なソナタ形式の主部からなる。非常によく知られた序奏はシンフォニックで壮麗であるが、この序奏主題はこの協奏曲の残りの部分では二度と再現されず、協奏曲全体で特異的な位置を占めている。ソナタ形式の主部は3つの主題を持ち、第1主題はウクライナ民謡のリズムに基づいたものである。Poco meno mossoで第2主題がクラリネットで、さらに第3主題が変ニ長調で提示される。ピアノの華麗な装飾を伴って両主題が確保されると、第3主題から始まる展開部に入り、クライマックスが形成されてゆく。再現部は第2主題の再現ののちにカデンツァに入る。カデンツァは第3主題の再現を兼ねており、再び第2主題が現れてカデンツァが終わると、オーケストラで第3主題が奏され、そのまま短いコーダに入って雄大に曲が閉じられる。

- 第2楽章 アンダンティーノ・センプリチェ - プレスティッシモ - クアジ・アンダンテ
8分の6拍子、変ニ長調 - ヘ長調、三部形式。
弦楽器によるピッツィカートの伴奏に乗せてフルートが主題を奏でるロシア風アンダンテと、フランスの古いシャンソンが元になっているといわれる中間のソロのヴィルトゥオーソ。

- 第3楽章 アレグロ・コン・フォーコ
4分の3拍子、変ロ短調 - 変ロ長調、ロンド形式。
A-B-A-B-A-B-Coda(A)の構造を持った自由なロンド形式で書かれており、ソナタ形式の原理の応用も見られる。第1主題はやはりウクライナ民謡に基づいている。第1楽章の序奏主題のテンポが第3楽章のコーダ直前の副主題の再現と（ほぼ）一致するため、演奏家及び聴衆は未曾有の達成感が得られる。

## 人気曲となった経緯
第二次世界大戦後のアメリカ合衆国ではこの作品の演奏頻度が急増したと伝えられるが、その要因としてはトスカニーニとホロヴィッツが共演した名盤や、第1回チャイコフスキー国際コンクールで優勝したヴァン・クライバーンの存在が挙げられる。クライバーンの優勝は、当時冷戦で対立していたソ連でのアメリカ人の快挙として、凱旋した際にはクラシックの音楽家としては空前の大フィーバーが起こった。クライバーンの『ピアノ協奏曲第1番』は、ビルボードのポップアルバムチャートで1位（7週連続）を獲得した唯一のクラシック作品である（2007年現在）という事実からも当時の人気ぶりが窺える。また、同曲はキャッシュボックスのポップアルバムチャートでも最高2位を記録した。

## スポーツ大会のロシア代表チームによる使用
ロシアによるドーピング検査改竄スキャンダルの結果、世界アンチ・ドーピング機関はロシアに対し、国際的なスポーツイベントへの国としての参加を認めないこととした。スポーツ大会に参加しているロシアの代表チームは、表彰式でロシア連邦国歌の使用が認められていないため、代わりにチャイコフスキーのピアノ協奏曲第1番の一部を利用している。

## 関連文献
- Borg-Wheeler, Phillip (2016). Tchaikovsky: Piano Concerto No 1 & Nutcracker Suite – Pyotr Tchaikovsky (1840–1893) (CD). Hyperion Records. SIGCD441.
- Brown, David, Tchaikovsky: The Crisis Years, 1874–1878, (New York: W.W. Norton & Company, 1983). ISBN 0-393-01707-9.
- Friskin, James, "The Text of Tchaikovsky's B-flat-minor Concerto," Music & Letters 50(2):246–251 (1969).
- Frivola-Walker, Marina (2010). Pyotr Tchaikovsky (1840–1893): Piano Concerto No 1 in B-flat minor, Op 23 (CD). Hyperion Records. W10153.
- Maes, Francis, tr. Arnold J. Pomerans and Erica Pomerans, A History of Russian Music: From Kamarinskaya to Babi Yar (Berkeley, Los Angeles and London: University of California Press, 2002). ISBN 0-520-21815-9.
- Norris, Jeremy, The Russian Piano Concerto (Bloomington, 1994), Vol. 1: The Nineteenth Century. ISBN 0-253-34112-4.
- Poznansky, Alexander Tchaikovsky: The Quest for the Inner Man (New York: Schirmer Books, 1991). ISBN 0-02-871885-2.
- Serotsky, Paul (2000). Piano Concerto No. 1 in B-flat minor, Op. 23 (CD). Round Top Records. RTR006.
- Steinberg, M. The Concerto: A Listener's Guide, Oxford (1998). ISBN 0-19-510330-0.
- Warrack, John, Tchaikovsky (New York: Charles Scribner's Sons, 1973). ISBN 0-684-13558-2.